# Ladera Ranch
Ladera Ranch ist ein Census-designated place im Orange County im US-Bundesstaat Kalifornien, USA. Das U.S. Census Bureau hat bei der Volkszählung 2020 eine Einwohnerzahl von 26.170 ermittelt.
Das Gebiet liegt im Hinterland von Mission Viejo am Fuß des Santa-Ana-Gebirges.

## Persönlichkeiten
- Warren G (* 1970), Musiker
- Quinton Jackson (* 1978), Schauspieler
- Omarion (* 1984), Sänger
- Mark Sanchez (* 1986), Footballspieler